# محمية نافاجو
محمية النافاجو هي أرض شبه مستقلة للسكان الأصليين تبلغ مساحتها 27425 ميل مربع وتقع في الولايات المتحدة الأمريكية على مساحات متفرقة في كل من شمال شرق أريزونا وجنوب شرق يوتا وشمال غرب نيو مكسيكو. وتعد تلك الأراضي التي تم الاحتفاظ بها من قبل السكان الأصليين أكبر تجمع لقبلة واحدة في الولايات المتحدة الأمريكية. في 2016 حوالي 168826 شخص كان يعيش في تلك الأراضي، اما الرقم الاجمالي لعدد المنتسبين لتلك القبيلة فهو 348000شخص بسبب توجه عدد كبير منهم للعيش في البلدات وخارج الحدود.
محمية النافاجو لديها حكومة منتخبة انشأت عام 1990، وتضم تلك الحكومة مجلس تنفيذي ومجلس تشريعي كما ونظام قضائي، ويطبق المجلس التنفيذي القانون بشكل واسع، كما يدير جهاز الخدمات الاجتماعية وجهاز الخدمات الصحية وكلية الداين ومؤسسات تعليمية أخرى.
أنشات الحكومة حديقة حيوانات نافاجو في منطقة (ويندرو روك) التي افتتحت بدورها قفصا للنسور ومركزا تثقيفيا في عام 2016، وضم برنامج المحمية القبلية «اشتري مجددا» تلقت قبيلة النافاجو 104 مليون دولار مقدمة من الحكومة الفدرالية لترضي اهتمام القبيلة لشراء الأراضي المتواجدة في مناطق مختلفة، وتم استرجاع 149525 آكر من الأراضي من قبل وزارة الداخلية ضمن برنامج «دولة النافاجو للاستخدام الجماعي» وهدف هذا البرنامج هو استرجاع القواعد البرية لأراضي السكان الأصليين.

## أعلام
- جاي تافاري
- لويز غودمان